# Verzeichnis der Vorlesungen am Koniglichen Akademie zu Braunsberg
Verzeichnis der Vorlesungen am Koniglichen Akademie zu Braunsberg (abreviado Verzeichnis Vorles. Konigl. Akad. Braunsberg) fue una revista con ilustraciones y descripciones botánicas que fue editada en Braniewo en los años 1912-1922. Fue precedida por Verzeichnis der Vorlesungen am Koniglichen Lyceum Hosianum zu Braunsberg.